# Saint-Sauveur-de-Montagut
Saint-Sauveur-de-Montagut är en kommun i departementet Ardèche i regionen Auvergne-Rhône-Alpes i sydöstra Frankrike. Kommunen ligger  i kantonen Saint-Pierreville som ligger i arrondissementet Privas. År 2022 hade Saint-Sauveur-de-Montagut 1 112 invånare.

## Befolkningsutveckling
Antalet invånare i kommunen Saint-Sauveur-de-Montagut
Referens: INSEE

## Galleri

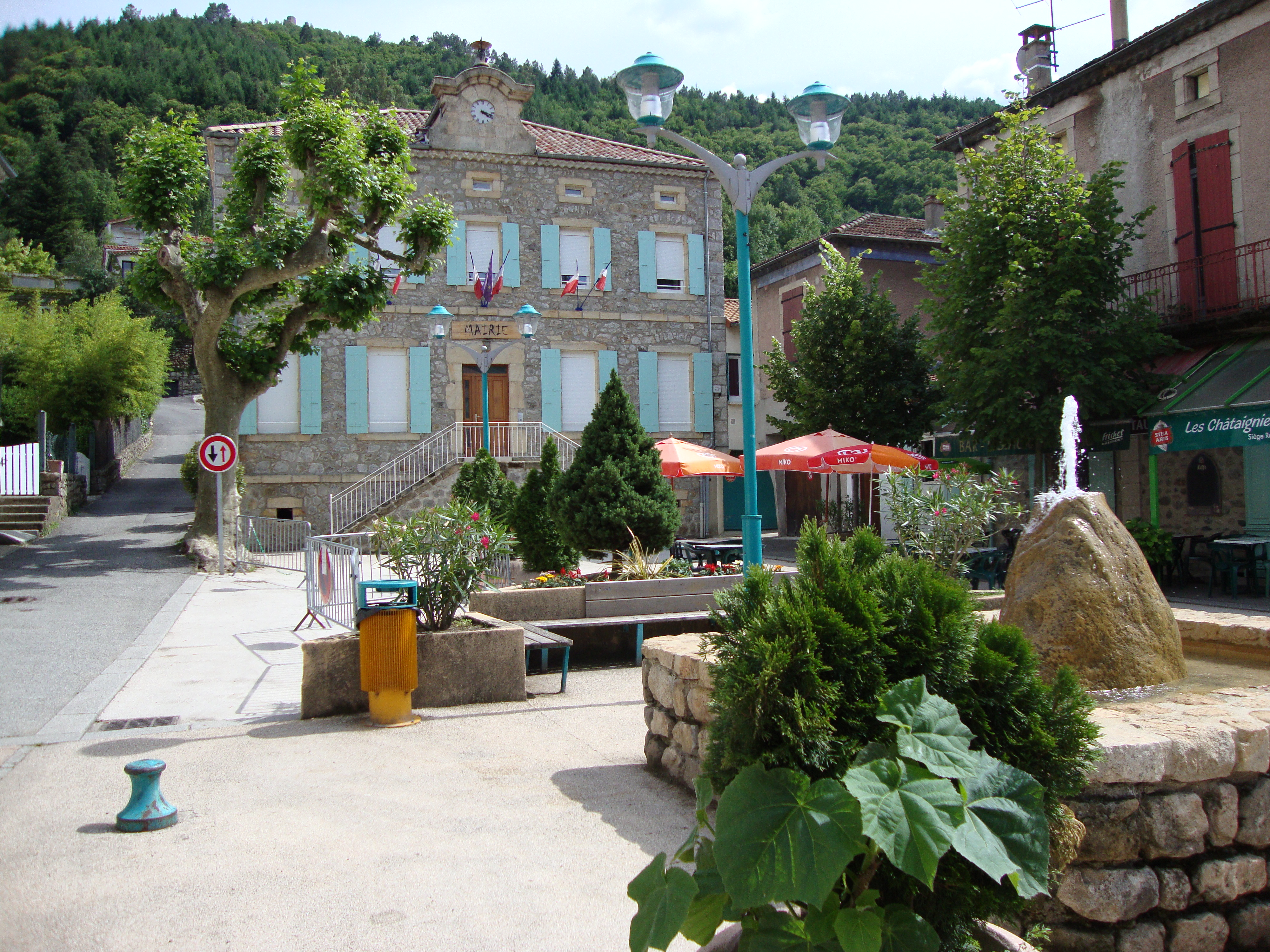
Rådhuset
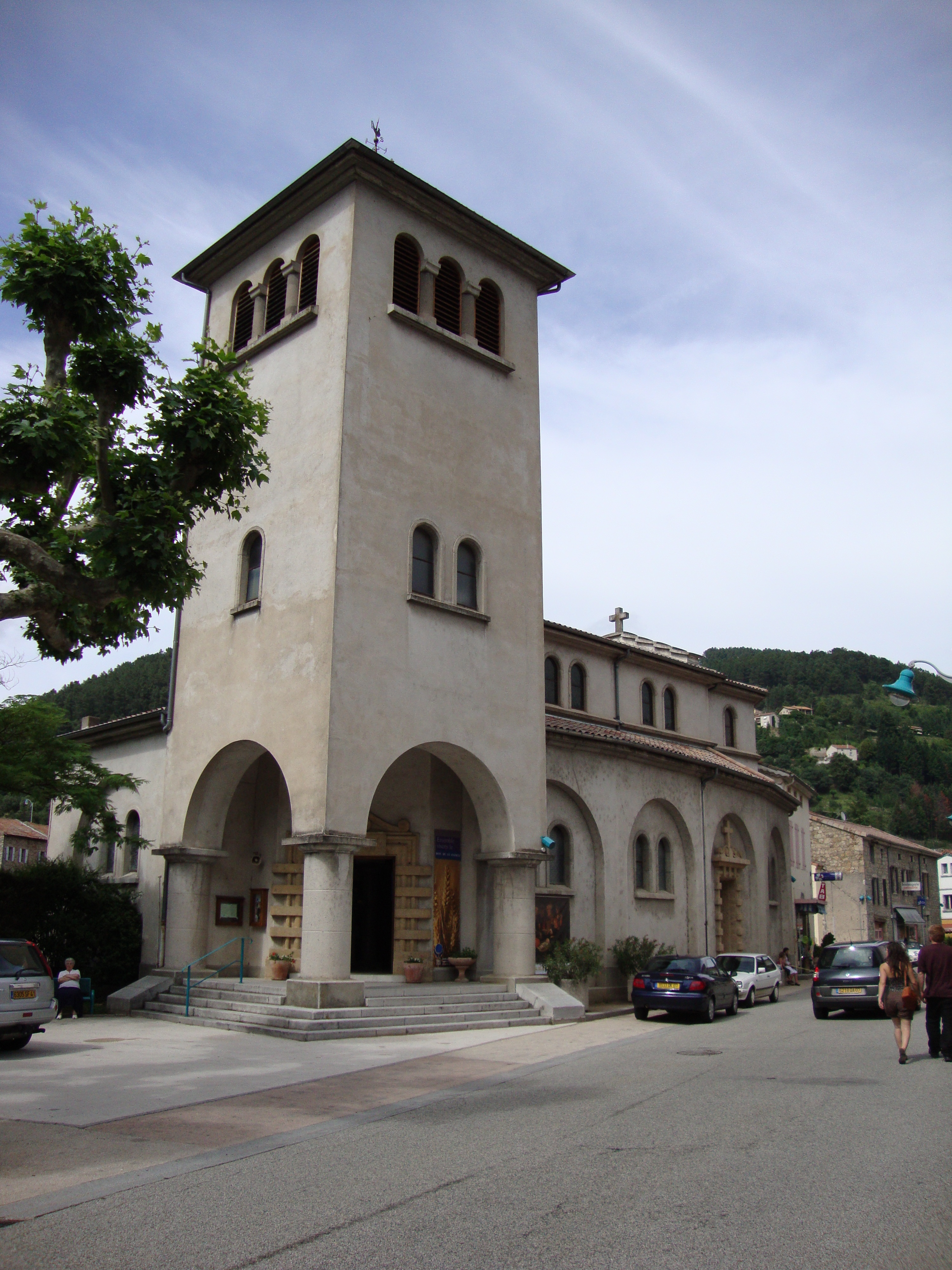
Kyrkan
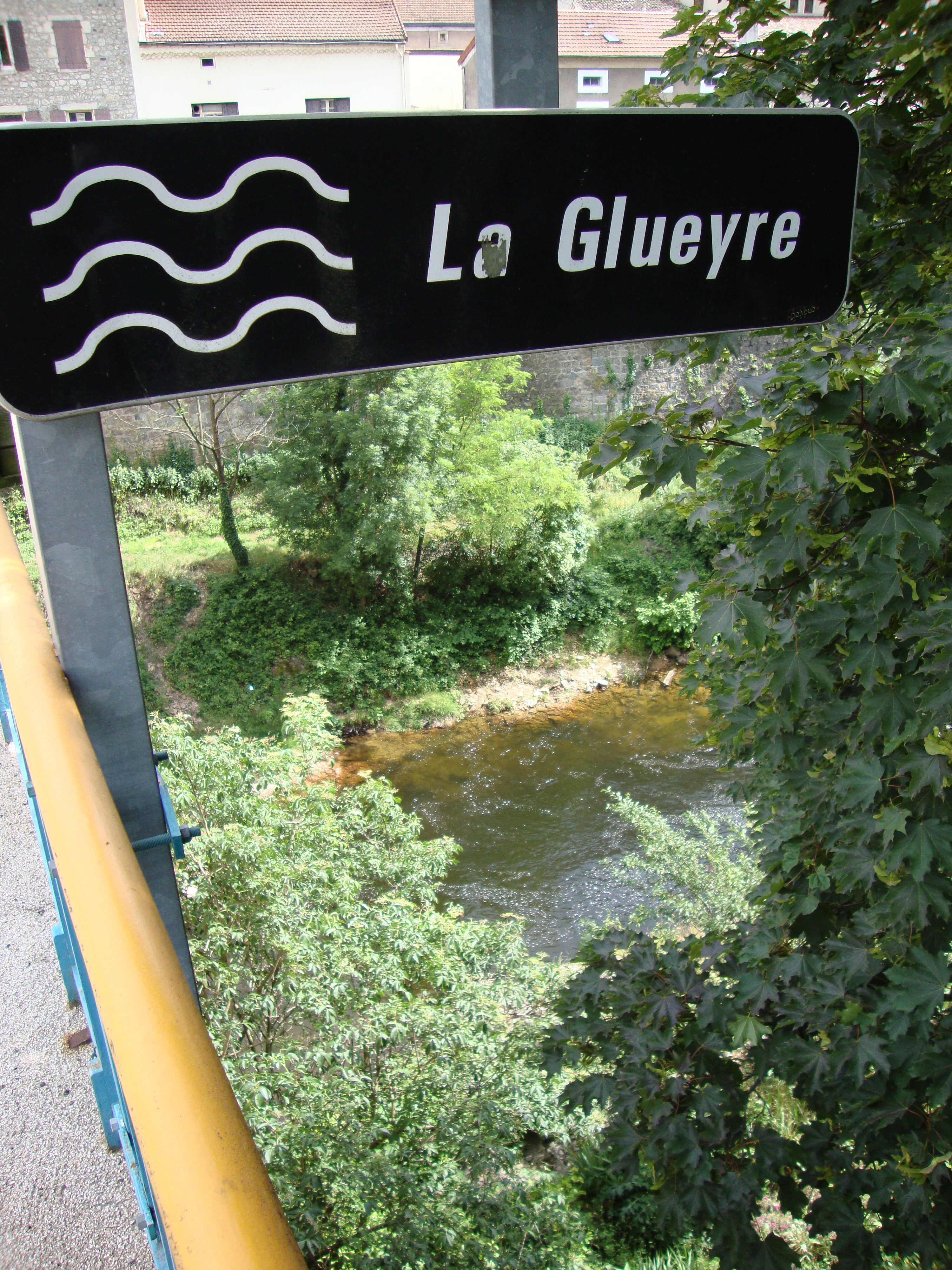
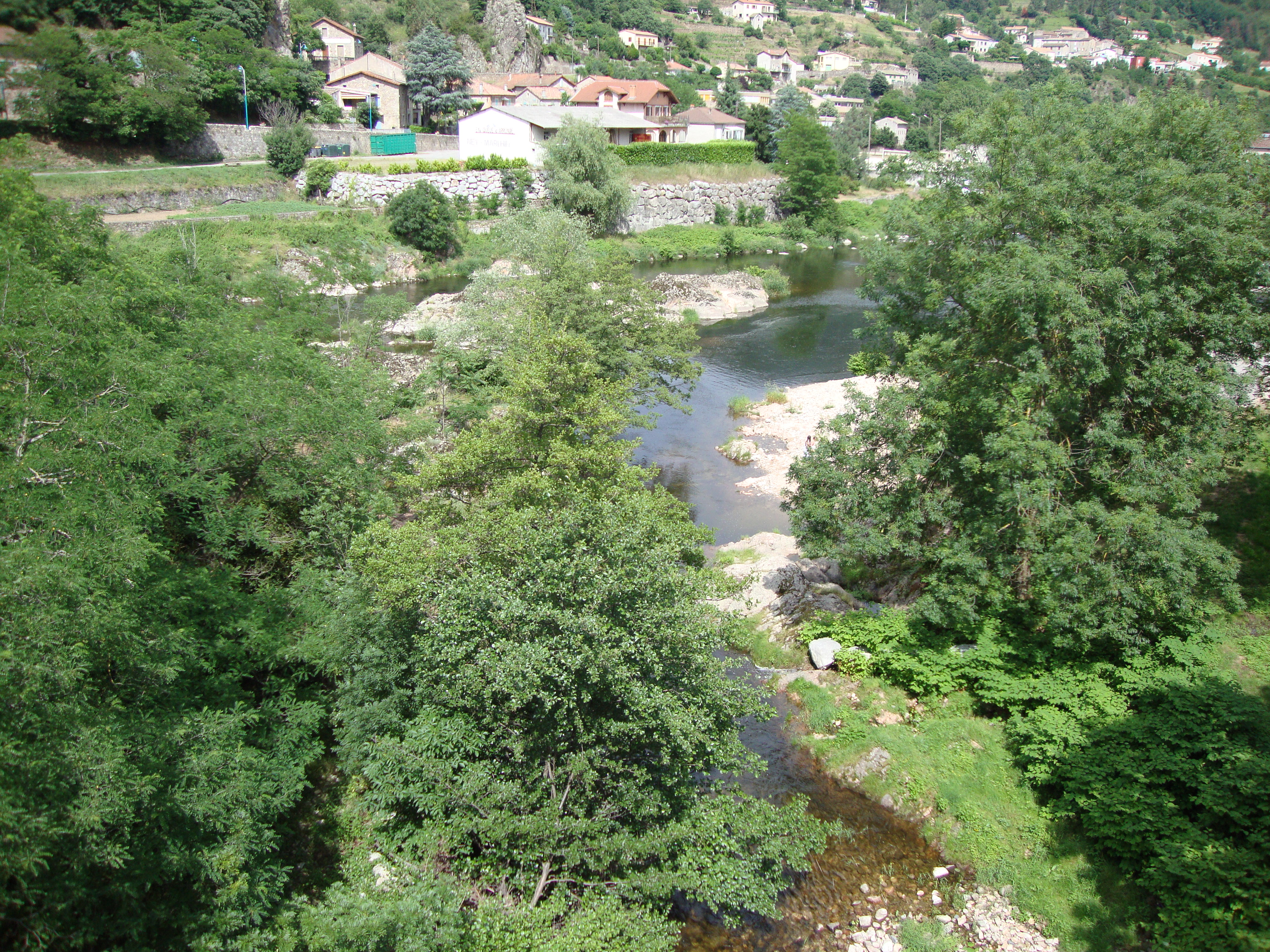
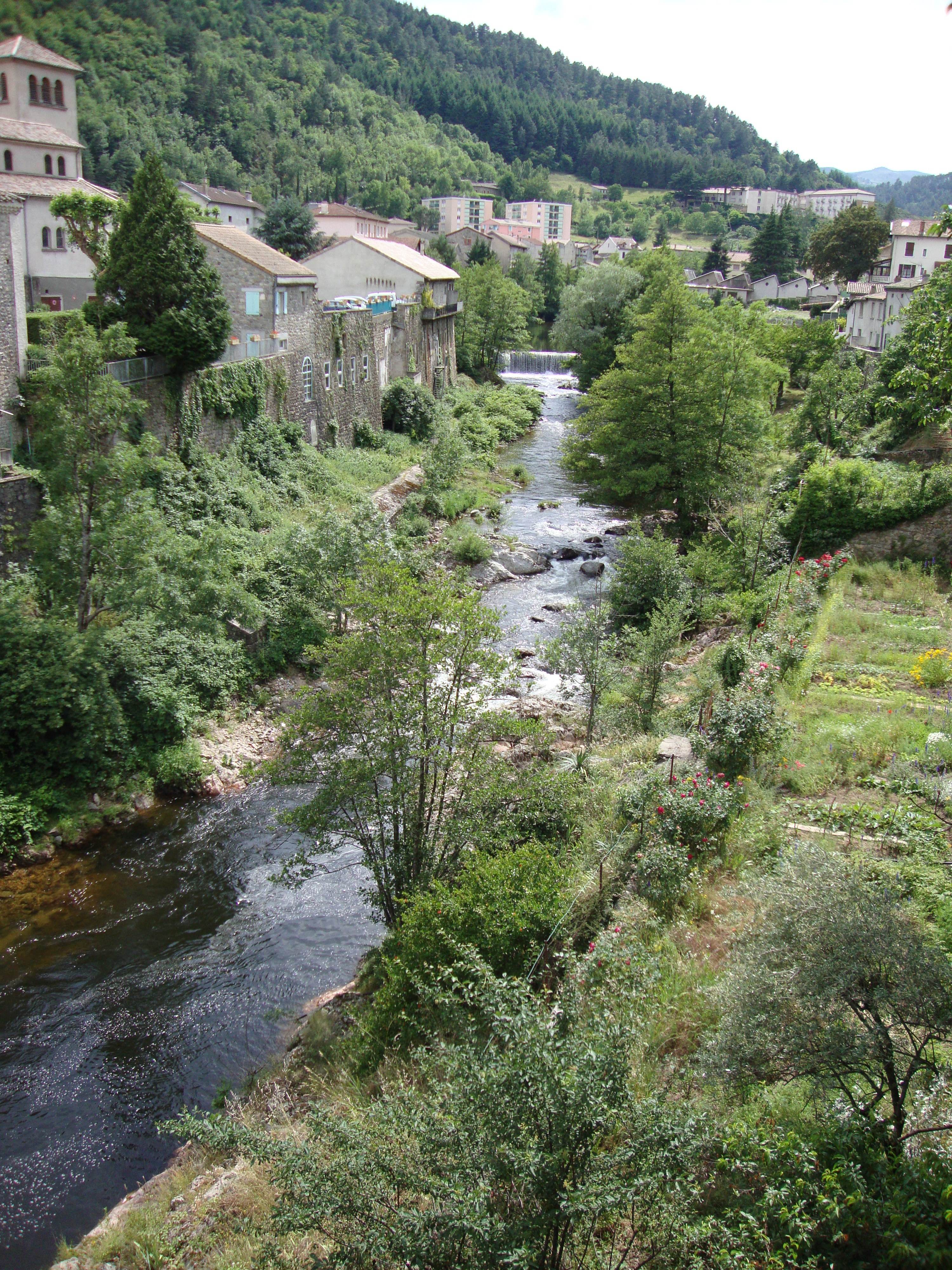
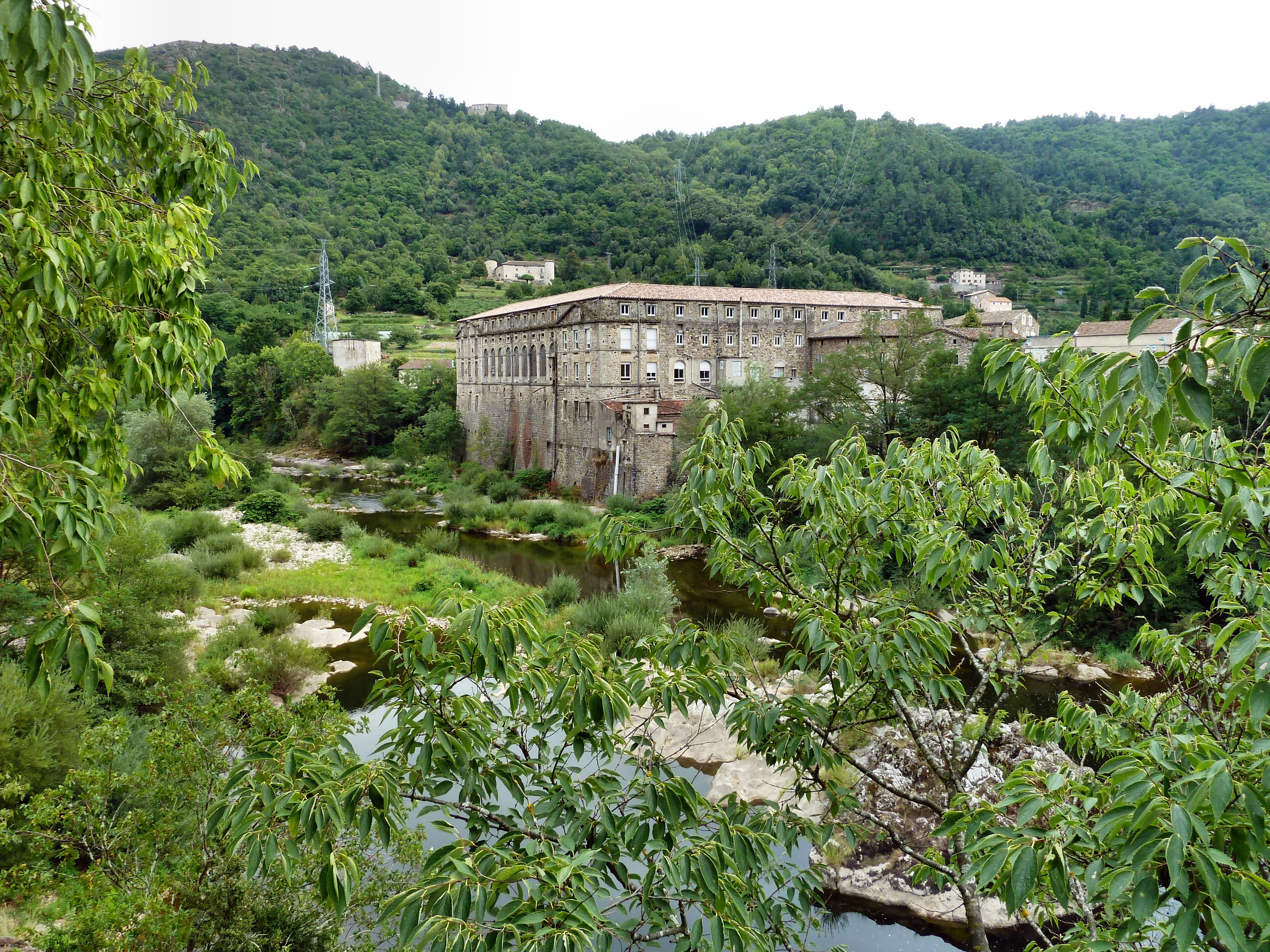
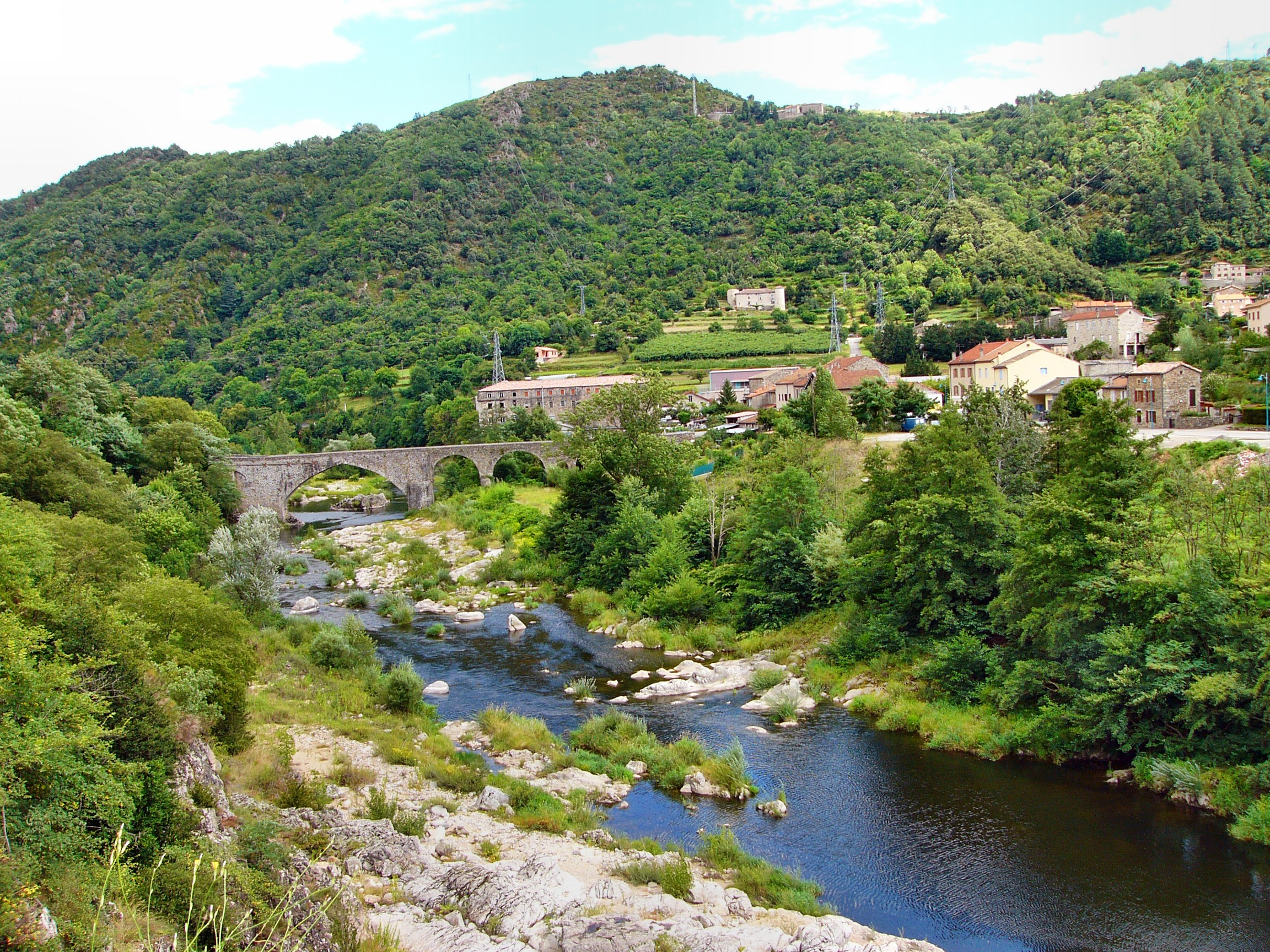
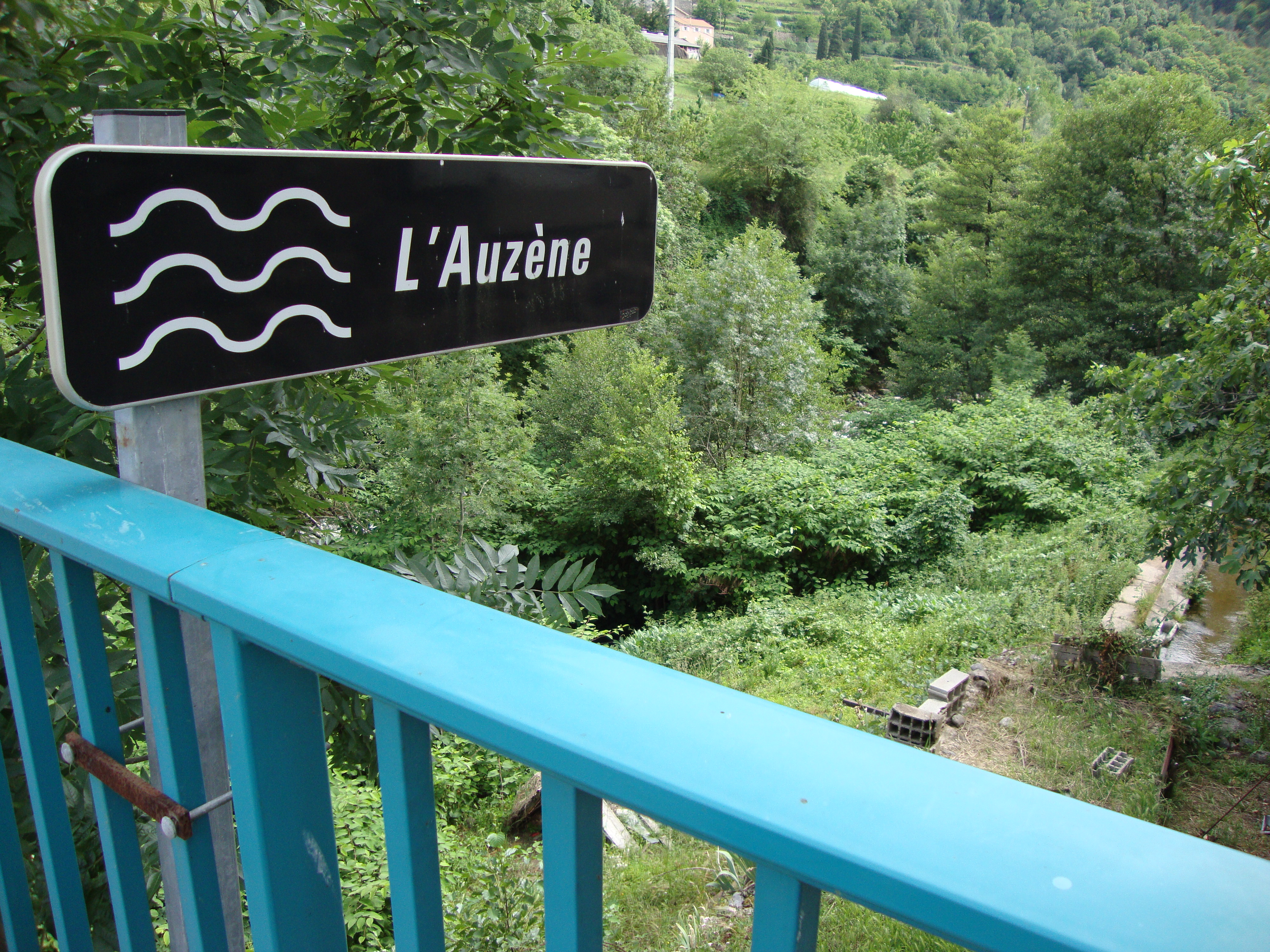
Panneau L'Auzène
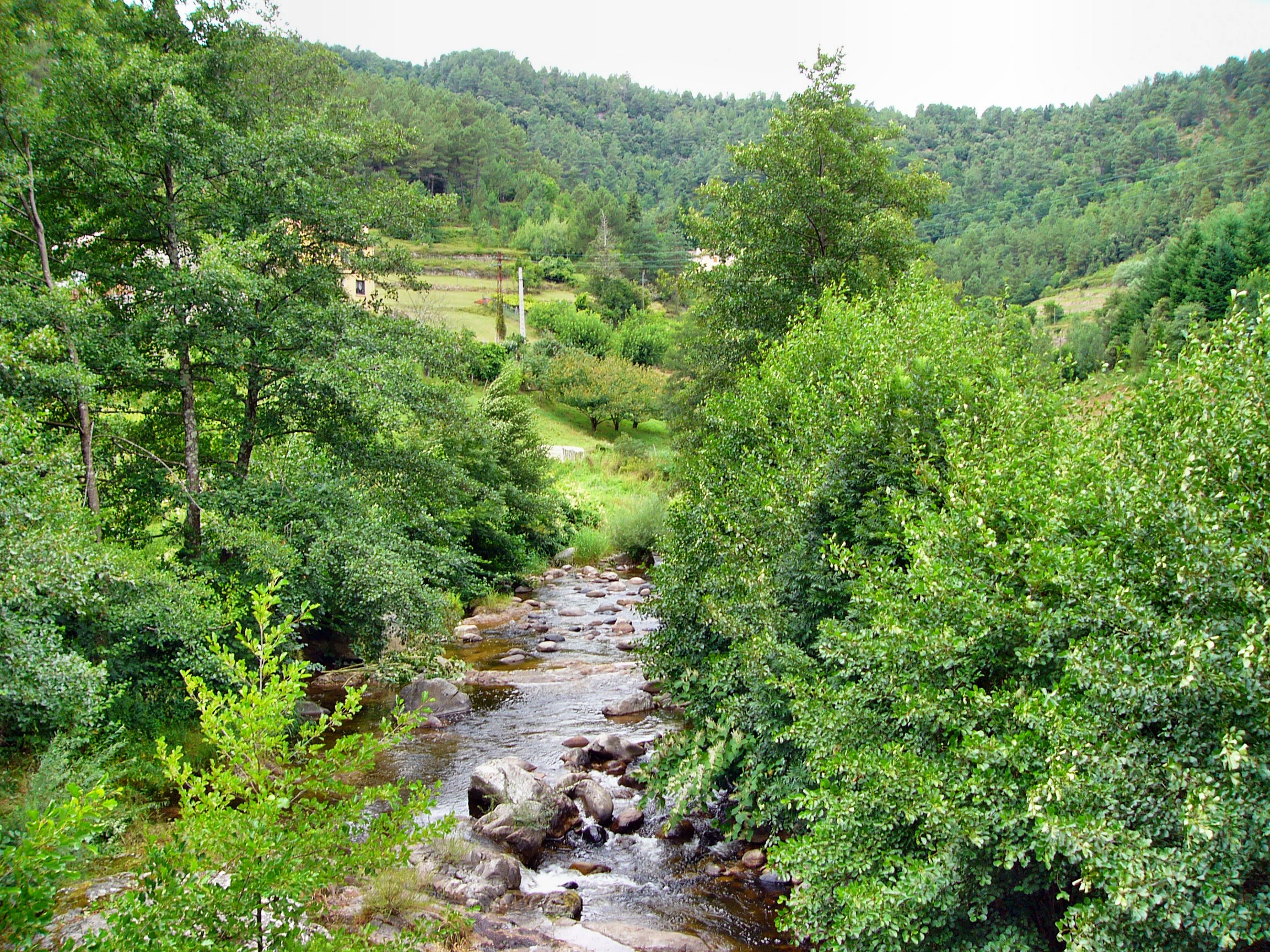